# Quilalí
Quilalí è un comune del Nicaragua facente parte del dipartimento di Nueva Segovia.